# اکستراتا
اکستراتا (به انگلیسی: Xstrata) شرکت استخراج معادن و فلزات سوئیسی-بریتانیایی بود، که به‌عنوان بزرگترین تولیدکننده مس، نیکل و زغال سنگ، همچنین دومین تولیدکننده روی و وانادیم در جهان شناخته می‌شد و دارای عملیات استخراج معادن در ۱۹ کشور جهان بود، تا اینکه در سال ۲۰۱۳ توسط شرکت گلنکور خریداری شد.
شرکت اکستراتا در سال ۱۹۲۶ راه‌اندازی شد و در سال ۲۰۰۲ به فهرست اولیه بازار بورس لندن راه پیدا کرد. در ماه دسامبر ۲۰۱۱ این شرکت با ارزش بازار ۲۹ میلیارد پوند، در رده ۱۶ از بزرگترین شرکت‌های فعال در بورس لندن قرار داشت. سهام شرکت اکستراتا تا پیش از سال ۲۰۱۳ در بازار بورس سیکس سوئیس نیز معامله می‌شد. این شرکت چندملیتی از تاریخ ۲ مه ۲۰۱۳ منحل اعلام شد و دارایی‌های آن، در شرکت گلنکور ادغام گردید.